# Лялин, Олег Адольфович
Олег Адольфович Лялин (24 июня 1937, Пятигорск — 12 февраля 1995) — капитан ПГУ КГБ и советский перебежчик. Предоставленная им информация привела к высылке 25 сентября 1971 года из Великобритании 105 советских дипломатов.

## Биография
Окончил Одесское инженерное морское училище. Был призван на службу в органы государственной безопасности. Лялин работал в 5-м отделе ПГУ КГБ, который занимался разработкой методики терактов и саботажа на территории противника в случае возможной войны. Он числился сотрудником торгпредства СССР в Лондоне.
Лялин любил посещать казино и имел семерых любовниц. Свои расходы оплачивал путем хищений средств торгпредства. После того, как у Лялина начался роман с женой начальника постпредства Ириной Тепляковой, сотрудники MI5 стали шантажировать его и он стал передавать им сведения о деятельности КГБ. Лялин просил политического убежища, но ему было поставлено условие: как минимум год продолжать работать в торгпредстве, передавая сведия MI5. На основания сведений, переданных Лялиным, было выслано более 100 советских агентов (операция FOOT). В августе 1971 года он был арестован полицией за управление автомобилем в нетрезвом виде. Сотрудники КГБ были готовы внести за него залог, но еще до судебного заседания он исчез. Он и Теплякова получили политическое убежище и поселились на севере Англии.
Лялин был заочно приговорен к высшей мере наказания. Олег Калугин в своих мемуарах сообщил, что Юрий Андропов отдал приказ об убийстве Лялина, однако КГБ его так и не смог найти, поскольку Лялин изменил имя и внешность. 
Лялин умер 12 февраля 1995, в возрасте 57 лет, после продолжительной болезни (возможно, рака).
В книге Виталия Каравашкина «Кто предавал Россию» содержится утверждение что сын Лялина во время прохождения службы в армии в 1983 году, в Группе советских войск в Германии, пытался бежать на Запад для воссоединения с отцом, но был арестован и осужден на 10 лет лишения свободы.